# Jeanine Áñez
Jeanine Áñez Chávez (San Joaquín, 13 giugno 1967) è un'avvocatessa, politica e conduttrice televisiva boliviana, presidente ad interim della Bolivia dopo le dimissioni e l'esilio del suo predecessore Evo Morales e fino all'entrata in carica del nuovo presidente Luis Arce l'8 novembre 2020.
È in stato d'arresto dal 13 marzo 2021 a seguito delle indagini sul suo coinvolgimento nella forzatura costituzionale che l'ha portata ad assumere il ruolo di presidente ad interim, nonché nella violenta repressione dei manifestanti anti-governativi durante il suo mandato, in cui persero la vita complessivamente almeno 36 persone. Jeanine Áñez è accusata di essere fra i responsabili dei massacri di Senkata e Sacaba.
L'incarcerazione di Áñez nel penitenziario femminile di Miraflores ha causato un netto calo della sua salute fisica e mentale, denunciata come violenta dalla sua famiglia. Il 10 giugno 2022, dopo quasi quindici mesi di custodia cautelare, il tribunale di prima condanna di La Paz ha dichiarato Áñez colpevole di violazione di doveri e risoluzioni contrarie alla Costituzione, condannandola a dieci anni di reclusione.
Il 28 giugno 2022, il presidente brasiliano Jair Bolsonaro ha offerto al governo della Bolivia la possibilità di garantire ad Áñez asilo politico in Brasile ma il governo boliviano ha rifiutato.

## Biografia
Nata nel 1967 a San Joaquín, nel dipartimento di Beni, da due insegnanti, ultima di sette figli, iniziò le scuole nel 1972, per poi diplomarsi al liceo nel 1984. L'anno successivo si trasferì a La Paz, salvo poi spostarsi nuovamente nel 1988 a Santa Cruz de la Sierra, dove completò la sua formazione professionale. Proprio a Santa Cruz incontrò il suo primo marito, l'avvocato Tadeo Ribera Bruckner, con il quale si sposò nel 1990 e dal quale ebbe due figli.
Dopo il matrimonio i coniugi scelsero di trasferirsi a Trinidad, dove Áñez si iscrisse alla facoltà di scienze giuridiche, politiche e sociali dell'Università autonoma di Beni "José Ballivián", laureandosi nel 1997. Successivamente lavorò come conduttrice televisiva per la rete televisiva Totalvision.

### Membro dell'Assemblea costituente
Tra il 2006 e il 2007 è stata membro dell'Assemblea costituente per la stesura della nuova carta costituzionale. Come membro dell'Assemblea costituente fece parte della commissione per l'organizzazione e la struttura del paese.

### Senatrice della Bolivia (2010-2019)
Nel 2010 venne eletta senatrice della Bolivia nelle file del Piano Progresso per la Bolivia - Convergenza Nazionale (PPB-CN) in rappresentanza del dipartimento di Beni.
Durante il suo secondo mandato senatoriale, Áñez contribuì al lavoro legislativo per combattere la violenza contro le donne, che diventò un tema costante nella sua politica.

### Presidentead interimdella Bolivia (2019-2020)
In seguito al presunto broglio elettorale nelle elezioni del 20 ottobre del 2019, che dava per vincitore Evo Morales, il Paese era entrato sempre più in una situazione di grave crisi politica e di urgenza nazionale. Le proteste delle opposizioni, le pressioni dell'esercito, e l'ammutinamento di reparti della polizia portarono quindi alle dimissioni di Morales, del suo vice Álvaro García Linera, di Adriana Salvatierra, presidente del Senato, e di Víctor Borda, presidente della Camera.

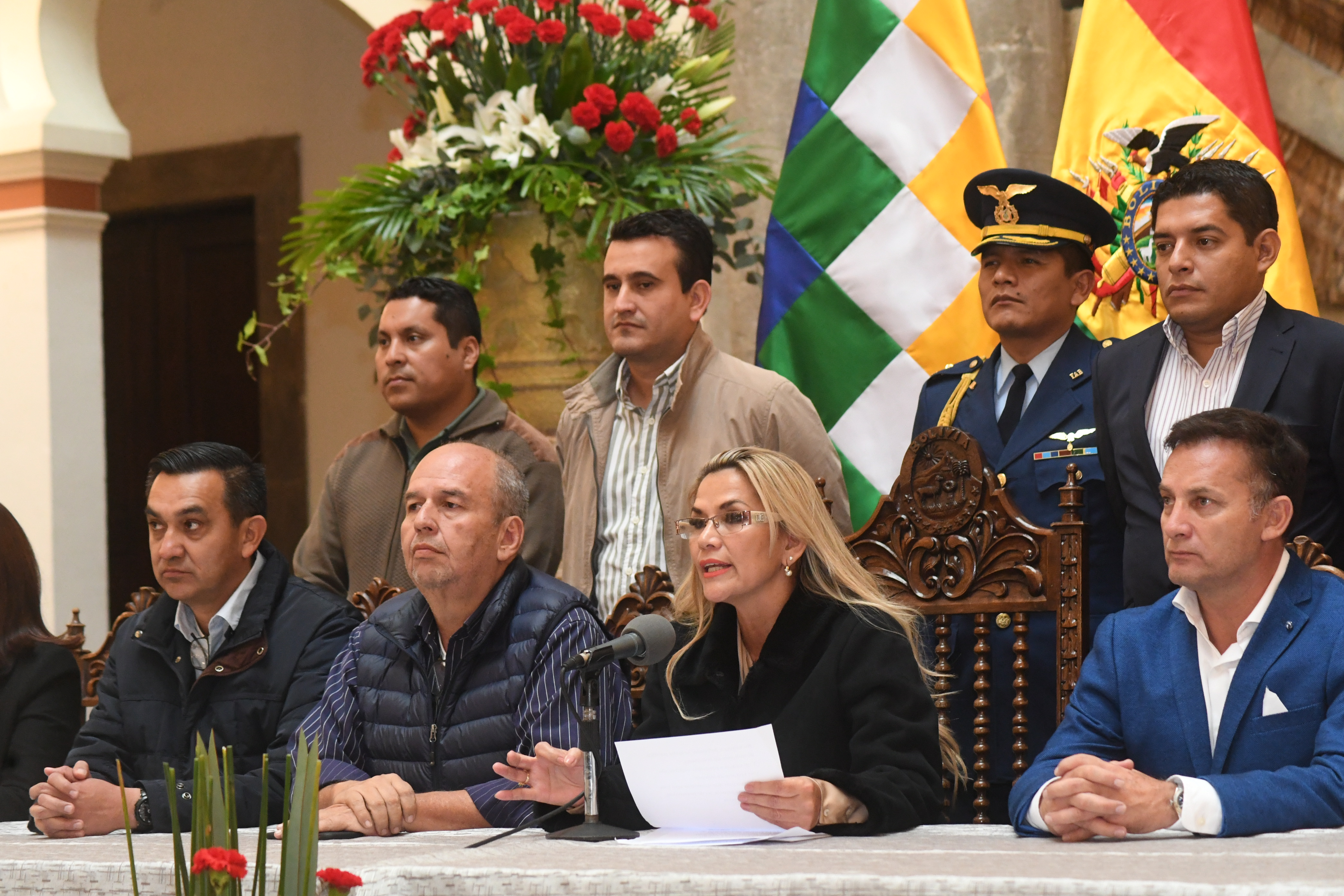
Áñez e i suoi ministri alla conferenza stampa a Palacio Quemado, 23 novembre 2019

L'11 novembre 2019 Jeanine Áñez, in rappresentanza dell'opposizione di centro-destra, si dichiarò disposta ad assumere per successione costituzionale l'incarico di presidente della Bolivia ad interim, con lo scopo di indire nuove elezioni entro 90 giorni, termine già procrastinato di diversi mesi e rinviato al giugno 2020, come affermato dal Ministro degli Esteri ad interim nel corso di una intervista al quotidiano La Razon.
Per poter assumere ufficialmente l'incarico garantitogli dalla costituzione era necessario il voto della maggioranza del parlamento convocato in sessione bicamerale, ma una dichiarazione costituzionale boliviana (0003/01 del 31 luglio del 2001) stabilisce che in circostanze di grave crisi politica e di urgenza nazionale, la successione si basa nel principio dell'immediatezza.
Dopo che il Parlamento era stato convocato inutilmente diverse volte, a causa dell'assenteismo del partito di maggioranza cui apparteneva Morales, il 12 novembre assunse l'incarico di presidente ad interim per successione costituzionale.
Diversi opinionisti hanno definito gli eventi in Bolivia e l'ascesa al potere della Añez come un colpo di Stato. La successione di Jeanine Áñez, in ogni caso, è stata approvata dal tribunale costituzionale boliviano, nonché riconosciuta a livello internazionale anche dall'Organizzazione degli Stati americani, organizzazione accusata però di avere un atteggiamento ostile nei confronti degli esperimenti di socialismo nel Sud America (Cuba fu esclusa dall'OSA dal 1962 al 2009).
Nel settembre 2020 Facebook ha cancellato una serie di account falsi creati da una società di pubbliche relazioni con sede negli Stati Uniti perché faceva parte di una campagna di propaganda a sostegno di Jeanine Áñez e contro il predecessore Evo Morales. L'ufficio della Áñez ha confermato che la compagnia è stata incaricata "di svolgere attività di lobbying a sostegno della democrazia boliviana".
Nell'ottobre 2020 Jeanine Áñez ha tenuto un discorso per commemorare il 53º anniversario dell'uccisione del guerrigliero argentino Che Guevara, omaggiando i militari che lo giustiziarono sommariamente nel 1967. Durante la commemorazione, il ministro della difesa Luis Fernando López ha lanciato un monito contro "cubani, venezuelani e argentini", che in Bolivia potrebbero "trovare la morte".

### Arresto (2021)
Il 13 marzo 2021 la Procura generale della Bolivia ha firmato degli ordini di cattura nei confronti dell'ex presidente ad interim Añez, di vari suoi ex ministri e di ex alti ufficiali delle Forze armate, nell'ambito del processo per la deposizione di Morales. Per tutti l'accusa è di terrorismo, sedizione e cospirazione, riguardante le forzate dimissioni di Morales, costretto all'esilio all'estero per oltre un anno, e i gravi incidenti con le forze dell'ordine che causarono almeno 36 morti nei massacri di Senkata e Sacaba.
Nell'aprile 2021 il Parlamento europeo ha definito lei e i suoi ministri "prigionieri politici" e ha chiesto il loro immediato rilascio.
 Ha dichiarato che la Áñez aveva adempiuto al suo dovere di riempire il vuoto di potere nel novembre 2019 e che aveva legittimamente preso il potere e denunciato la persecuzione politica. Anche Amnesty International e Human Rights Watch hanno denunciato la sua incarcerazione e hanno chiesto il rilascio di lei e dei suoi ministri.

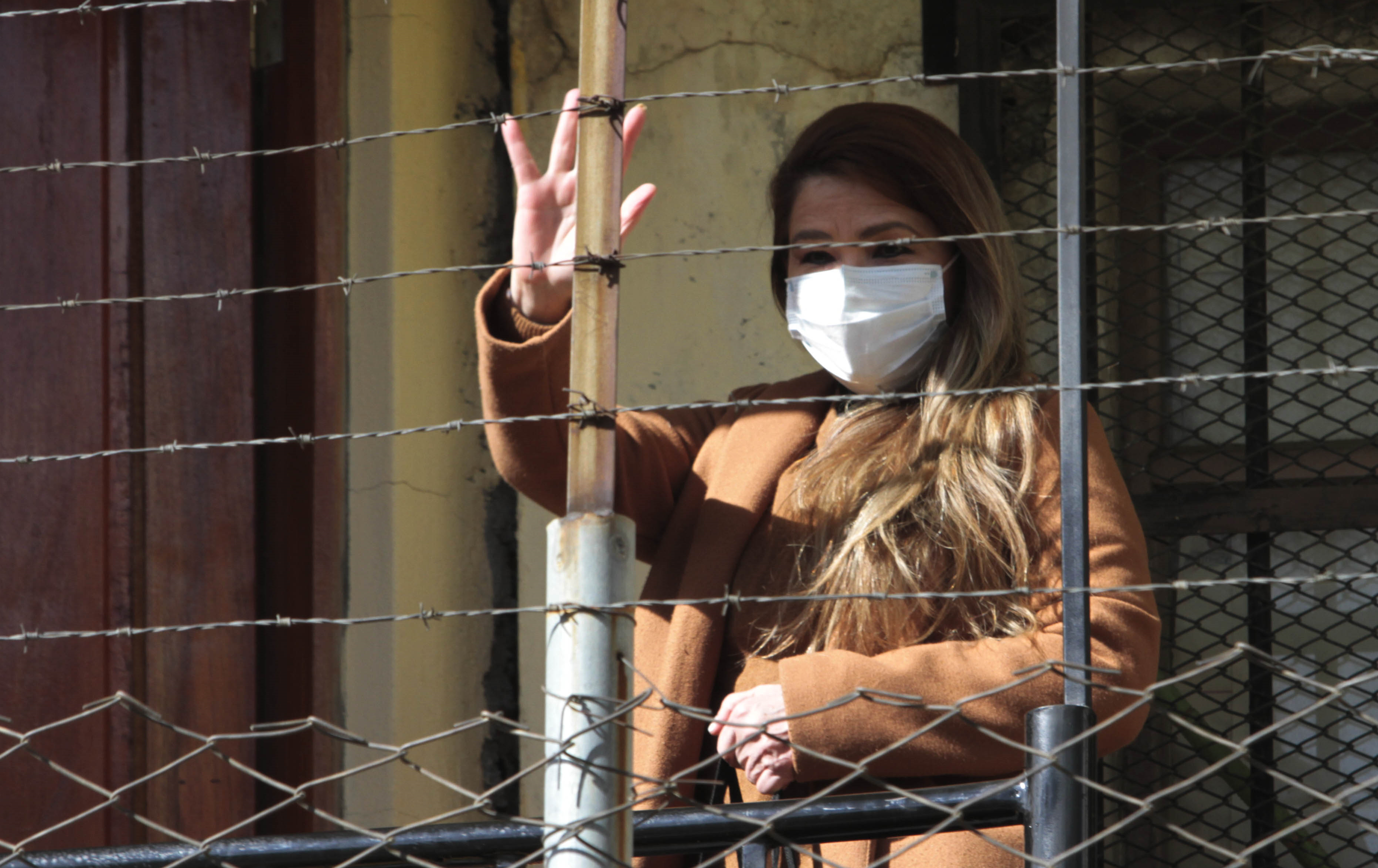
Dopo un anno di detenzione, Áñez è stata condannata a 10 anni nella prigione di Miraflores, 10 giugno 2022

Il 15 aprile 2021 la Áñez ha rifiutato di testimoniare nei casi riguardanti il prestito che la Bolivia ha chiesto al Fondo monetario internazionale (FMI) senza l'approvazione legislativa e su altri crimini economici di cui è accusata.
Nell'agosto 2021 ha tentato il suicidio mentre era in prigione, tagliandosi le vene dei polsi.  È stata rapidamente assistita dai medici, che lo hanno descritto come un "tentativo di suicidio".
Nel giugno 2022, Áñez, l'ex comandante delle forze armate Williams Kaliman e l'ex commissario di polizia Vladimir Calderon, sono stati condannati ciascuno a dieci anni di carcere. Sono stati annunciati altri processi.

## Posizioni politiche
Jeanine Áñez viene descritta da alcuni media come una suprematista bianca, in quanto avrebbe rilasciato dichiarazioni contro la popolazione indios della Bolivia. 
Viene anche definita come una fondamentalista cristiana, per via del fatto di esser stata ripresa dalle telecamere della CNN, quando assunse la presidenza dello Stato, mentre sollevava una Bibbia gigante sopra la sua testa, gridando: "La Bibbia è tornata nel palazzo".

### Politica interna
Il suo governo ha adottato una politica favorevole agli interessi dell'agrobusiness, liberalizzando le esportazioni di prodotti agroindustriali a partire dal gennaio 2020 e incoraggiando la deforestazione. Un decreto presidenziale adottato nel maggio 2020 autorizzò l'ingresso nel Paese di diversi organismi transgenici. Inoltre, il suo governo ha autorizzato un aumento dei tassi di interesse bancari e ha ridotto l'aliquota fiscale per le grandi imprese. A giugno il governo provvisorio ha offerto nuovi terreni al settore agro-esportatore e, in risposta alle conseguenze economiche causate dalla pandemia di COVID-19, ha raccolto 600 milioni di dollari da fondi pubblici per pagare i debiti delle grandi aziende private (uno dei principali beneficiari è stato il ministro dell'Economia Branko Marinkovic).
Tuttavia, il desiderio del governo di privatizzare le grandi imprese ha incontrato la resistenza del Senato. Il piano di restituzione delle azioni della società elettrica pubblica Elfec (nazionalizzata nel 2010) ad un ex azionista privato, la Cooperativa de Teléfonos de Cochabamba, ha portato a tensioni all'interno del governo stesso e alle dimissioni di tre ministri.
Nel giro di pochi mesi, la spesa statale boliviana per le importazioni di armi per equipaggiare la polizia è aumentata di 18 volte rispetto al 2019.

### Politica estera
Più di 700 membri della missione di cooperazione medica cubana in Bolivia sono stati invitati a lasciare il Paese il più presto possibile. Ha annunciato anche il ritiro dell'Alleanza Bolivariana per le Americhe (ALBA).
Ha deciso di interrompere le relazioni diplomatiche con il Venezuela e con Cuba e ha fatto dichiarare persona non gradita l'ambasciatore messicano, l'incaricato d'affari spagnolo e il console spagnolo, accusando Spagna e Messico di aver protetto ex ministri di Evo Morales che il suo governo cercava di far arrestare. Le ambasciate boliviane in Iran e Nicaragua sono state chiuse, ufficialmente per risparmiare.
Nel gennaio 2020 il governo boliviano ha sostenuto la rielezione di Luis Almagro a capo dell'Organizzazione degli Stati Americani (OSA).

## Vita privata
All'età di 23 anni, la Áñez sposò Tadeo Ribera Bruckner, un avvocato ed ex sindaco di Trinidad, la capitale del dipartimento di Beni. Hanno avuto due figli, Carolina (nata nel 1990) e José Armando (nato nel 1995). Ribera è morto a Santa Cruz de la Sierra il 29 gennaio 2020.
Il secondo marito della Áñez è Héctor Hernando Hincapié Carvajal, un colombiano di Tolima. È un politico del Partito Conservatore Colombiano. Hincapié si è candidato senza successo per un seggio al Senato colombiano nel 2018 e come membro dell'assemblea regionale di Tolima e della Camera dei rappresentanti, rispettivamente nel 2010 e nel 2014. Fino a poco tempo fa viaggiavano tra Bolivia e Colombia per vedersi.
La Áñez è cristiana e ha tenuto in mano una grande Bibbia mentre si dichiarava presidente ad interim; il Guardian ha definito questo gesto un "rimprovero esplicito" per Morales, che ha una storia tesa con la Chiesa cattolica.